# CS Dinamo București (pallamano)
Il Club Sportiv Dinamo Baumit București è la sezione di pallamano della società polisportiva rumena avente sede a Bucarest.

È stata fondata nel 1956.

Nella sua storia ha vinto 18 titoli di Romania, 7 coppe di Romania e 1 coppa dei campioni.

Disputa le proprie gare interne presso la Sala Polivalentă di Bucarest la quale ha una capienza di 2.538 spettatori.

## Palmarès

### Titoli nazionali
- Campionato rumeno: 18
  - 1958-59, 1959-60, 1960-61, 1961-62, 1963-64, 1964-65, 1965-66, 1977-78, 1985-86, 1994-95,
  - 1996-97, 2004-05, 2015-16, 2016-17, 2017-18, 2018-19, 2020-21, 2021-22, 2022-23, 2023-24,
  - 2024-25
- Coppa di Romania: 9
  - 1978-79, 1981-82, 1987-88, 2016-17, 2019-20, 2020-21, 2021-22, 2023-24, 2024-25
- Supercoppa di Romania: 7
  - 2016, 2018, 2019, 2020, 2022, 2023, 2024

### Titoli internazionali
- Coppa dei Campioni / Champions League: 1
  - 1964-65.

## Rosa 2024-2025
| N° | Naz.                  | Ruolo | Sportivo             | Anno |  |  |
| -- | --------------------- | ----- | -------------------- | ---- |  |  |
| 1  | Serbia (bandiera)     | P     | Vladimir Cupara      | 1994 |  |  |
| 2  | Montenegro (bandiera) | T     | Branko Vujović       | 1998 |  |  |
| 5  | Romania (bandiera)    | A     | Ionuț Nistor         | 1994 |  |  |
| 6  | Romania (bandiera)    | PV    | Călin Dedu           | 2003 |  |  |
| 7  | Romania (bandiera)    | T     | Andrei Buzle         | 1999 |  |  |
| 10 | Portogallo (bandiera) | T     | Miguel Martins       | 1997 |  |  |
| 14 | Danimarca (bandiera)  | PV    | Frederik Ladefoged   | 1996 |  |  |
| 18 | Romania (bandiera)    | P     | Ionuț Iancu          | 1994 |  |  |
| 22 | Cuba (bandiera)       | T     | Pedro Valdés         | 1994 |  |  |
| 24 | Romania (bandiera)    | A     | Andrei Nicușor Negru | 1994 |  |  |
| 27 | Portogallo (bandiera) | T     | André Gomes          | 1998 |  |  |
| 28 | Spagna (bandiera)     | A     | Alex Pascual Garcia  | 2000 |  |  |
| 34 | Francia (bandiera)    | P     | Samir Bellahcene     | 1995 |  |  |
| 37 | Brasile (bandiera)    | T     | Haniel Langaro       | 1995 |  |  |
| 44 | Romania (bandiera)    | T     | Daniel Stanciuc      | 2004 |  |  |
| 45 | Ungheria (bandiera)   | PV    | Miklós Rosta         | 1999 |  |  |
| 55 | Ucraina (bandiera)    | A     | Andrii Akimenko      | 1994 |  |  |
| 59 | Francia (bandiera)    | T     | Tom Pelayo           | 1997 |  |  |
| 66 | Israele (bandiera)    | T     | Yoav Lumbroso        | 2000 |  |  |
| 77 | Moldavia (bandiera)   | T     | Roman Dodică         | 1998 |  |  |
| 94 | Romania (bandiera)    | T     | Robert Militaru      | 1994 |  |  |

### Staff
- Allenatore:  Pedro Pereira
- Vice allenatore:  Jordi Giralt
- Assistente:  Sebastian Bota
- Preparatore dei portieri:  Răzvan Mihai Pop